# Skaftá
La Skaftá est un fleuve d'Islande s'écoulant dans le Sud du Pays. Il prend sa source au Skaftárjökull et au Tungnaárjökull, deux des lobes glaciaires du Vatnajökull, se dirige vers le sud puis vers l'est en descendant des Hautes Terres d'Islande vers le Brunasandur et se jette dans l'océan Atlantique.
La quasi-totalité de son cours traverse ou longe l'Eldhraun, une coulée de lave émise par le Laki en 1783 et qui a emprunté la vallée moyenne de la Skaftá avant de s'étaler dans le Meðallandssandur et le Brunasandur.
Le fleuve a donné son nom à Skaftárhreppur, la municipalité qu'elle traverse, et à Skaftáreldar, le nom local de l'éruption du Laki en 1783.